# Viadana, Lombardiet
Viadana är en ort och kommun i provinsen Mantua i regionen Lombardiet i Italien. Kommunen hade 20 154 invånare (2018).